# 真妻村
真妻村（まづまむら）は、和歌山県日高郡にあった村。現在の印南町の北東端、切目川の上流域にあたる。

## 地理
- 山岳：真妻山、三里が峰
- 河川：切目川

## 歴史
- 1889年（明治22年）4月1日 - 町村制の施行により、松原村・丹生村・崎ノ原村・皆瀬川村・小原村・西神ノ川村・田ノ垣内村・高串村・上洞村・川又村の区域をもって発足。
- 1956年（昭和31年）9月30日 - 切目川村の一部（大字樮川・古井・美里）と合併して安住村が発足。同日真妻村廃止。